# Свети Никола (Владиловци)
Вижте пояснителната страница за други значения на Свети Никола.
„Свети Никола“ (на македонска литературна норма: „Свети Никола“) е възрожденска православна църква във велешкото село Владиловци, централната част на Северна Македония. Храмът е част от Повардарската епархия на Македонската православна църква – Охридска архиепископия.

## Местоположение
Църквата е гробищен храм, разположен в североизточния дял на селото.

## Архитектура
Църквата е издигната в XVII и обновена в XIX век. В архитектурно отношение е еднокорабна сграда, с полукръгъл свод и полукръгла апсида от източната страна. Изградена е от ломен камък. Към северозападната страна е дограден затворен трем. Днес тя е покрита с етернитни плочи. Главният вход на църквата е от западната страна, но има и още един тесен проход от юг. Прозоречните отвори са по един на северната и на южната стена. Подът е от каменни плочи.

## Живопис
Стените във вътрешността на църквата са напълно измазани. Там където варта е паднала се разкриват стенописи от XIX век, а под тях и фрагменти от по-стар слой, вероятно от времето на изграждането на храма. В олтарното пространство, в апсидата, се разпознават фрагменти от изображението на Богородица с Христос в кръгъл медальон на гърдите, а в проскомидиалната ниша фрагменти от ореола на светец. На южната стена може да се разпознае композицията на Страшния съд. На северната стена са изобразени портрети на мъчениците Света Теофана (вероятно) и Света Петка, до тях са нарисувани Свети Георги, Свети Димитър, Свети Трифон и Дейсис до иконостаса. В горната зона в правоъгълни полета са допоясните изображения на светите врачи Козма и Дамян и други неидентифицирани светители. Зографът от XIX век е рисувал директно върху по-старитте стенописи.
Иконостасът е двуредов и на него ценни икони. Едната е от зографа Димитър Дуков, изписана в 1848 година. Сигнатурата с неговото име е изписана на Царските двери, а на проскомидиалната врата с изображение на Архангел Михаил, който вади душата на богатия е изписана само годината 1848. Другата икона е от Ангелко Андонов, датирана во 1898 г. Можно би Димитър Дуков е автор на по-качествената живопис от XIX век, а Ангелко Андонов е с по-скромни зографски познания.